# Eupatorium mikanioides
Eupatorium mikanioides là một loài thực vật có hoa trong họ Cúc. Loài này được Chapm. mô tả khoa học đầu tiên năm 1860.